# Ахути
Ахути (груз. ახუთი) — село в Грузии, на территории Чхороцкуского муниципалитета края (мхаре) Самегрело-Верхняя Сванетия.

## География
Село находится в западной части Грузии, к западу от реки Циви (правый приток реки Риони), на расстоянии приблизительно 6 километров (по прямой) к юго-востоку от города Чхороцку, административного центра муниципалитета. Абсолютная высота — 204 метра над уровнем моря.

## Население
По результатам официальной переписи населения 2014 года в Ахути проживало 849 человек (419 мужчин и 430 женщин). В национальной структуре населения грузины составляли 99,5 %, русские — 0,4 %, армяне — 0,1 %.
| Год  | Население, человек |
| ---- | ------------------ |
| 2002 | 1196               |
| 2014 | ↘ 849              |